# ایرسل
ایرسل (به هلندی: Eersel) یک شهرستان در هلند است که در برابانت شمالی واقع شده‌است. ایرسل ۳۱ متر بالاتر از سطح دریا واقع شده‌است.